# Clara Szczaranski
Clara Leonora Szczaranski Cerda (/sharanski/) (6 de enero de 1947) es una abogada chilena. Se desempeñó como presidenta del Consejo de Defensa del Estado de Chile (CDE) entre 1996 y 2005, siendo la primera mujer en ocupar el puesto.

## Biografía

### Primeros años y estudios
Hija de padre polaco y comunista y madre chilena, quien también era abogada.
Realizó sus estudios escolares en el Liceo Manuel de Salas; en 1972 se tituló de abogada de la Universidad de Chile con una licenciatura en Ciencias Jurídicas y Sociales.
Fue exiliada por razones políticas a Italia en 1974, luego del Golpe Militar de Pinochet. Allí se especializó en Ciencias Penales y Criminología en la Universidad de Roma (1979).Fue asesora de la Comisión Nacional Interministerial contra la corrupción, el crimen organizado y la desviación juvenil (1983 – 1986), asesora permanente para Asuntos Penales y Penitenciarios del Gobierno Regional de la Umbría (1980 – 1986); y asesora del Ministro de Justicia de Italia (1981- 1983). 
Regresó a Chile en 1986.

### Trayectoria profesional
Entre 1991 y 1994 se desempeñó como directora Jurídica de la Universidad de Chile.
En 1994 asume como abogada consejera del CDE; en1996 fue designada presidenta del organismo, cargo que ocupó hasta 2005,Desde allí lideró investigaciones para desmantelar organizaciones de narcotráfico y lavado de dinero en Chile y la región incluyendo las malversaciones de recursos realizadas por Pinochet y su familia y que fueran conocidas como el "caso Pinocheques".
En esa misma época fue directora de la Corporación de Asistencia Judicial (1996-2005) y lideró diversas delegaciones chilenas a las Convenciones Internacionales sobre corrupción, crimen organizado, tráficos ilícitos y lavado de activos.
En 2009 asumió como decana de la Facultad de Derecho y Ciencias Sociales de la Universidad Mayor. En 2016 con la reestructuración de la universidad, asumió como decana de la Facultad de Humanidades. Asimismo, es miembro del comité editorial del Diario Constitucional.

## Vida personal
En Roma conoció al músico Jorge Coulon, fundador del grupo musical Inti Illimani, y con quien estuvo casada 15 años. Fruto de ese matrimonio nacieron Catalina (fallecida al nacer) y Bruno.
A su regreso a Chile, mantuvo una relación de seis años con el exsenador Jorge Lavandero, de quien se separó en 1994 luego de que su hijo (de entonces 12 años) le confesara haber sido víctima de abusos de parte del político.
Desde 2000 está casada con el ex sacerdote jesuita Renato Hevia.
En 2002 publicó su autobiografía con el nombre El bisel del espejo: mi ventana (Editorial Don Bosco)